# Светлозерское сельское поселение
Светлозерское сельское поселение или муниципальное образование «Светлозерское» — упразднённое муниципальное образование со статусом сельского поселения в Холмогорском муниципальном районе Архангельской области России.
Соответствует административно-территориальной единице в Холмогорском районе — Светлозерскому сельсовету.
Административный центр и единственный населённый пункт — посёлок Светлый.

## История
Муниципальное образование было образовано в 2006 году.

## Население
| 2010 | 2011  | 2012  | 2013  | 2014  | 2015  |
| ---- | ----- | ----- | ----- | ----- | ----- |
| 1163 | ↘1156 | ↘1092 | ↘1045 | ↘1008 | ↘957  |
| 2016 | 2017  | 2018  | 2019  | 2020  | 2021  |
| ↘915 | ↘895  | ↘846  | ↘815  | ↘797  | ↗1078 |